# Lladronera

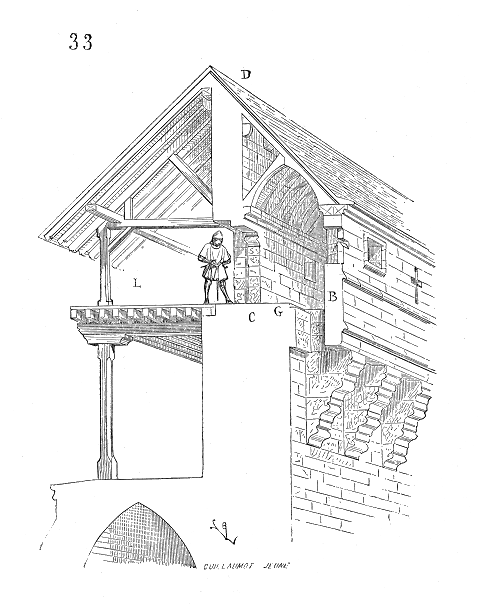
Dibuix d'una secció d'una lladronera en la qual es pot veure detalladament el disseny

Una lladronera o matacà és una caixa d'obra sòlida, coberta i volada, que se situa a la part alta d'una muralla, en llenços i torres o de qualsevol altra fortificació i que sobresurt d'aquesta per la part exterior, també anomenada «galeria en voladís». S'anomena matacà si es troba damunt una porta. Era emprada, durant un setge o assalt, com un lloc segur des del qual els defensors poden mirar i atacar l'enemic. Consisteix en una plataforma amb orificis, a través dels quals es poden llançar pedres, materials ardents i altres tipus de projectils sobre els atacants que es troben sota, al peu de la fortificació defensada, en la qual es recolza un mur avançat que serveix de protecció i que té per façana, en el qual pot haver-hi espitlleres o merlets. Quan només té una sola espitllera i es troba damunt d'una porta, rep el nom de matacà.

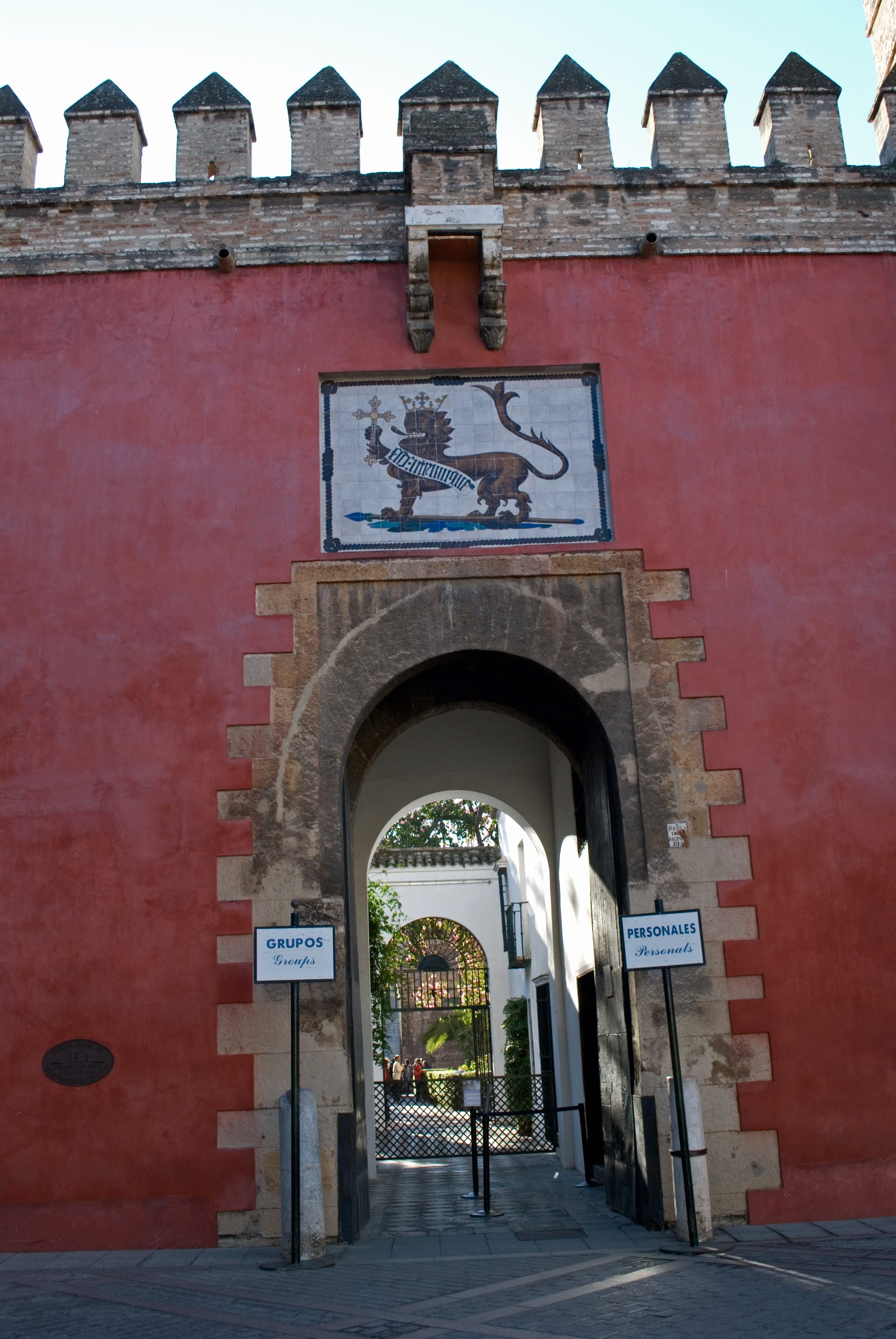
Matacà sobre la Puerta del león, a l'Alcàsser de Sevilla

Era suportada per diversos permòdols, entre els quals hi havia uns forats o espitlleres verticals. El disseny va ser desenvolupat durant l'edat mitjana i representava una evolució important en la defensa, com que permetia de cobrir la base mateixa dels murs. Se'n troben a partir del segle xiii.
Els primers matacans (una mena de  verdesques) estaven fets de fusta i eren, en general, construccions provisionals, que es posaven en cas de risc de setge de part d'algun enemic. Sovint, eren incendiats pels assetjadors i no va ser, sinó fins a final del segle xiii, que se'n van construir de pedra més resistents i durables.